# Oleh Urusky
Oleh Urusky (nascido em 13 de abril de 1963) é um político ucraniano. Ele é o vice-primeiro-ministro do governo Shmyhal. Ele também é o primeiro Ministro de Indústrias Estratégicas.
Em 2015, foi Diretor-Geral da Agência Espacial Estatal da Ucrânia.

## Vida pessoal
Ele nasceu em Chortkiv.